# De Réunie

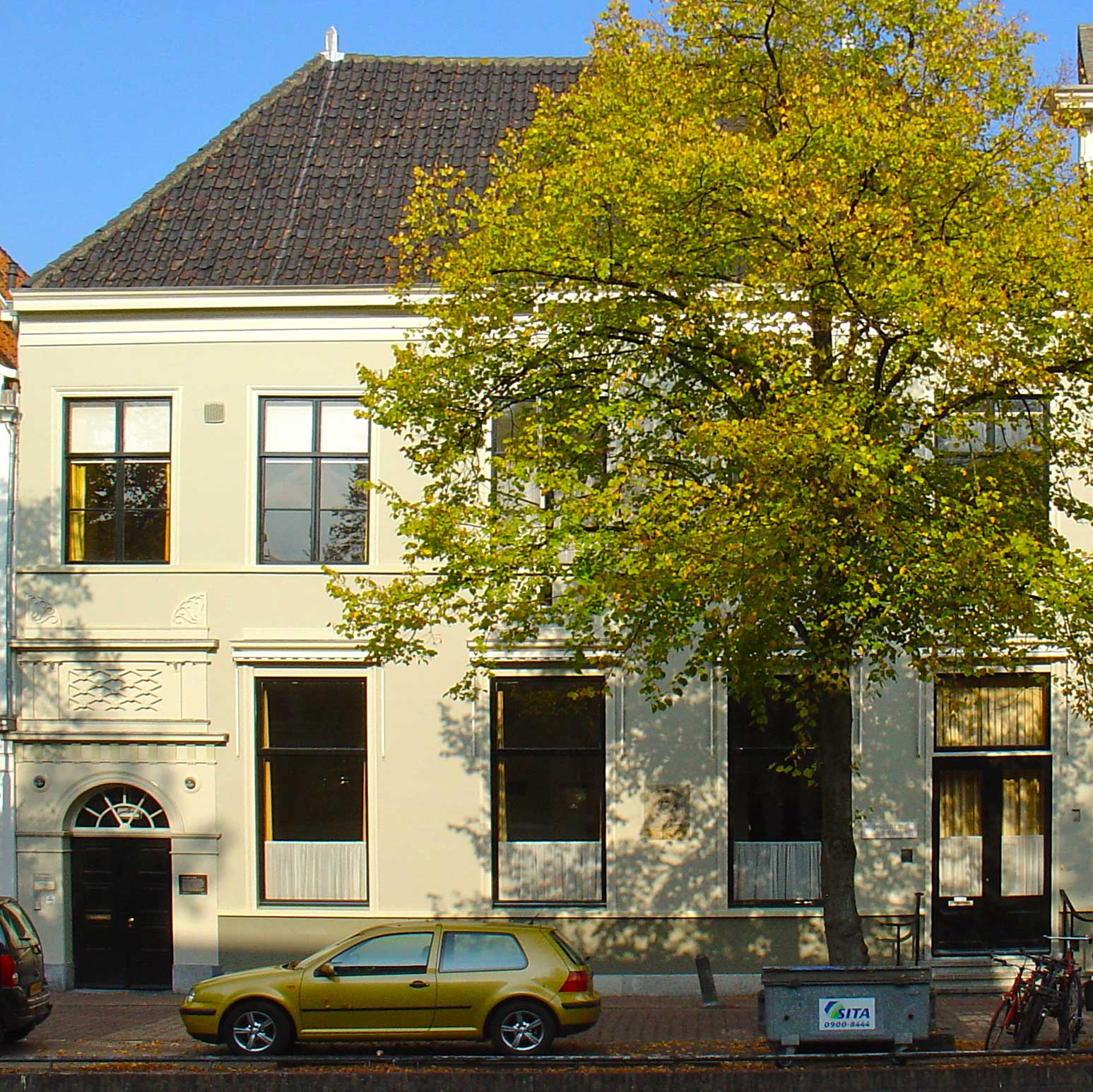
Het gebouw van de herensociëteit de Réunie te Gouda

Het gebouw van de herensociëteit De Réunie is een monumentaal grachtenpand aan de Oosthaven in de Nederlandse plaats Gouda.
Het huidige pand werd halverwege de 17e eeuw gebouwd. Daarvoor stonden hier drie afzonderlijke panden. Waarschijnlijk overleed de humanitische geleerde Coornhert in het middelste van deze drie panden. In 1746 werd de dichter Hieronymus van Alphen in dit pand geboren. Hij zou vooral bekend worden als de dichter van het kinderversje Jantje zag eens pruimen hangen.
Het pand werd in de 18e eeuw door diverse regentenfamilies bewoond, onder meer door de families Van der Togt en Metelerkamp. In 1821 kochten vijf vooraanstaande Gouwenaren het pand en werd de sociëteit De Unie in het gebouw ondergebracht. Deze sociëteit werd waarschijnlijk al in 1834 opgeheven. In 1843 namen opnieuw vijf Gouwenaren het initiatief tot de oprichting van een sociëteit, die De Réunie werd genoemd en die ook weer in dit pand werd gevestigd.
Aan de achterzijde van het gebouw lag een kolfbaan, die ook via een poortje in de Spieringstraat te bereiken was. Later is op deze plaats een kegelbaan gekomen. Van 1931 tot 1978 is de grote zaal van het gebouw verhuurd geweest aan een bioscoopexploitant. Zowel in 1971 als in 1986 hebben branden veel schade aangericht aan het gebouw. In 2003 en in 2007 werd het gebouw gerenoveerd. De laatste sporen van de bioscoop werden weggewerkt.